# Sarīra al-Rāʾiqiyya
Sarīra al-Rāʾiqiyya (gest. am 19. September 959) war eine Sängersklavin und Konkubine von Abu Bakr Muhammad ibn Rāʾiq (gest. 942), dem ersten Amir al-Umara (Emir der Emire) im Abbasiden-Kalifat, und Ehefrau von Abu 'Abdallāh al-Hussain ibn Sa'id ibn Hamdan.

## Leben
Sarīra al-Rāʾiqiyya war eine dunkelhäutige Sklavin von gemischter Herkunft und Sängersklavin. Sie gehörte der Tochter von Ibn Hamdun, einem Trinkkumpanen des Kalifen, ehe sie von Abu Bakr Muhammad ibn Rāʾiq für dreizehntausend Dirham gekauft wurde. Sie gebar ihrem neuen Besitzer einen Sohn, der jedoch nicht überlebte. Nachdem ihr Besitzer getötet wurde, nahm sie der Hamdanide Abu 'Abdallāh al-Husayn ibn Sa'id ibn Hamdan zur Frau. Sie starb am Dienstag, dem 19. September 959.

## Rezeption
Der Bagdader Historiker Ibn al-Sa‘i (1197–1276) listet sie in seinem Werk Die Frauen der Kalifen auf.